# Кубок Ваньє

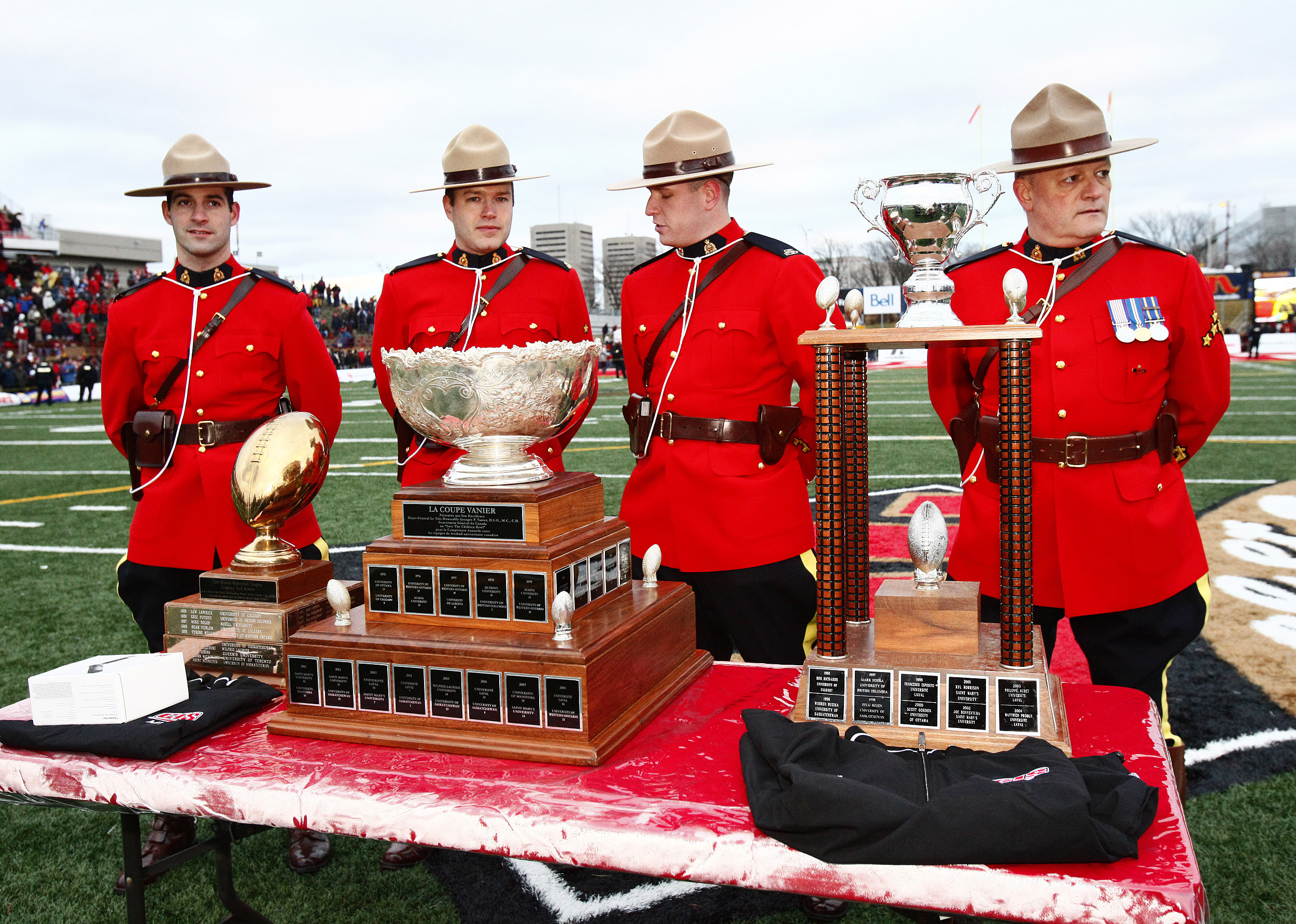
Нагороди Кубка Ваньє

Кубок Ваньє (англ. Vanier Cup, фр. Coupe Vanier) — чемпіонат Канади з міжвузівського канадського футболу та трофей, що присуджується команді-переможцю. Нині розігрується між переможцями Кубку Ютека та Кубку Мітчелла. Названий на честь Жоржа Ваньє, колишнього генерал-губернатора Канади. У листопаді 2010 року, права на Кубок Ваньє придбала спортивна маркетингова компанія MRX. 
Команда «Лаваль Руж ет Ор» виграла найбільше кубків Ваньє — сім, а «Вестерн Онтаріо Мустангз» зіграла найбільшу кількість матчів — дванадцять (6 перемог). Сімнадцять команд виграли Кубок Ваньє, а три інші грали у чемпіонаті, але ніколи не вигравали. Є сім активних команд, які жодного разу не з'являлися на матчі чемпіонату.

## Історія

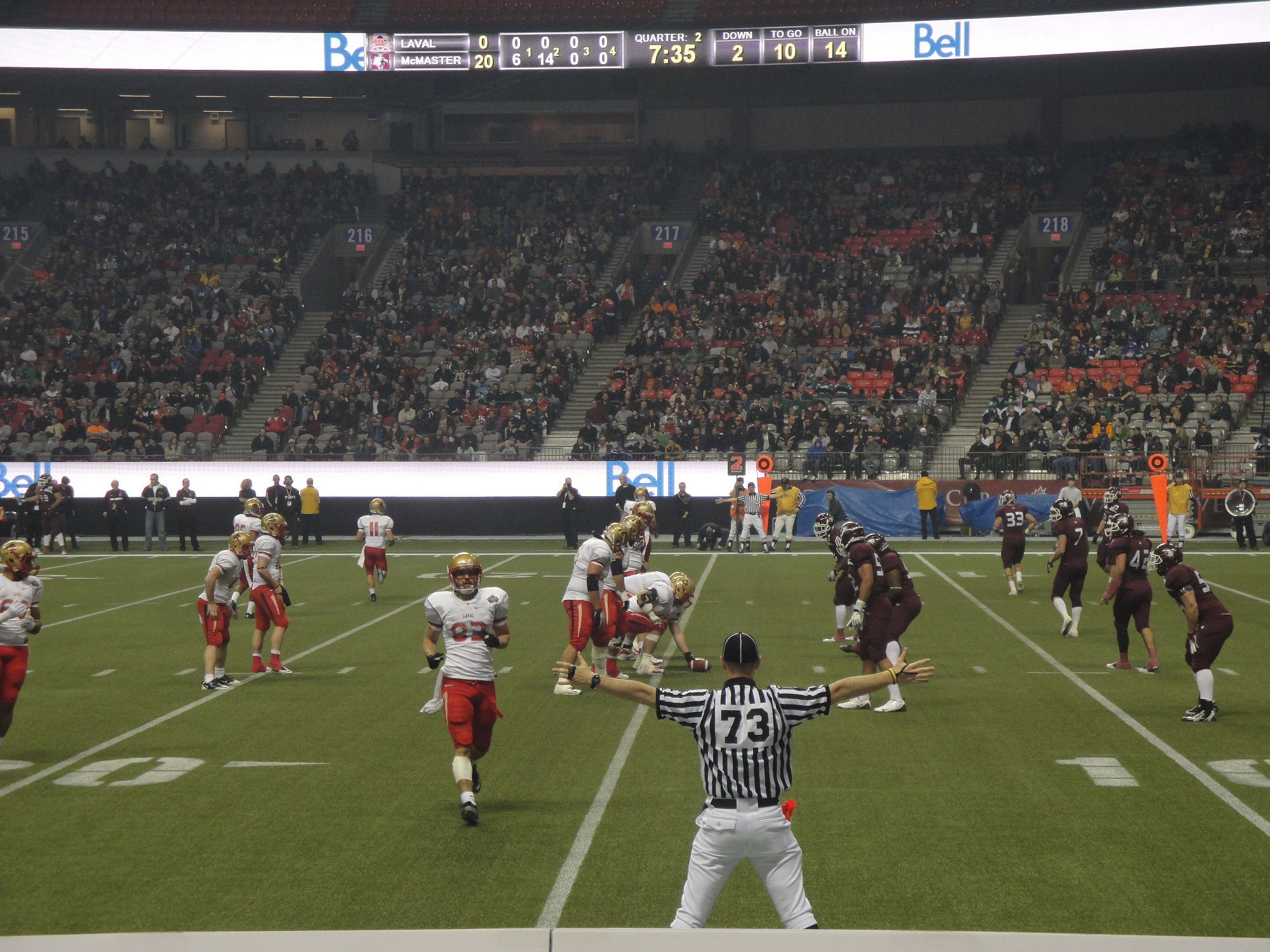
Матч 47-ого Кубка Ваньє між «Лаваль Руж ет Ор» і «МакМастер Мародерз». 26 листопада 2011 року

Кубок вперше був присуджений 1965 року переможцю глядацького турніру, який розігрувався між двома командами, обраними організаторами. У 1967 році трофей оголосив офіційну назву «КМАС (нині КМС) Національний Чемпіонат з футболу» і була впроваджена система плей-офф. З моменту створення і до 1982 року, він був відомий як Канадський Кубок коледжу. Гра зазвичай відбувається наприкінці листопада, хоча іноді грають в грудні.
У 2011 році гра проходила у Ванкувері, тими ж вихідними, що і 99-й Кубок Грея і вперше був повністю інтегрований у його фестиваль, як святкова подія. Ще тричі (1973, 2007 і 2012) турнір проходив у тому ж місті й у ті ж вихідні, що і Кубок Грея, проте розглядався як окрема подія
Гра Кубка Ваньє 2012 року була зіграна у Роджерс Центрі в Торонто між командами «Лаваль Руж ет Ор» і «МакМастер Мародерз». Лаваль виграв гру з рахунком 37-14 і завоював свій сьомий чемпіонат, встановивши новий рекорд за кількістю виграних Кубків Ваньє однією школою — сім трофеїів.